# LS3

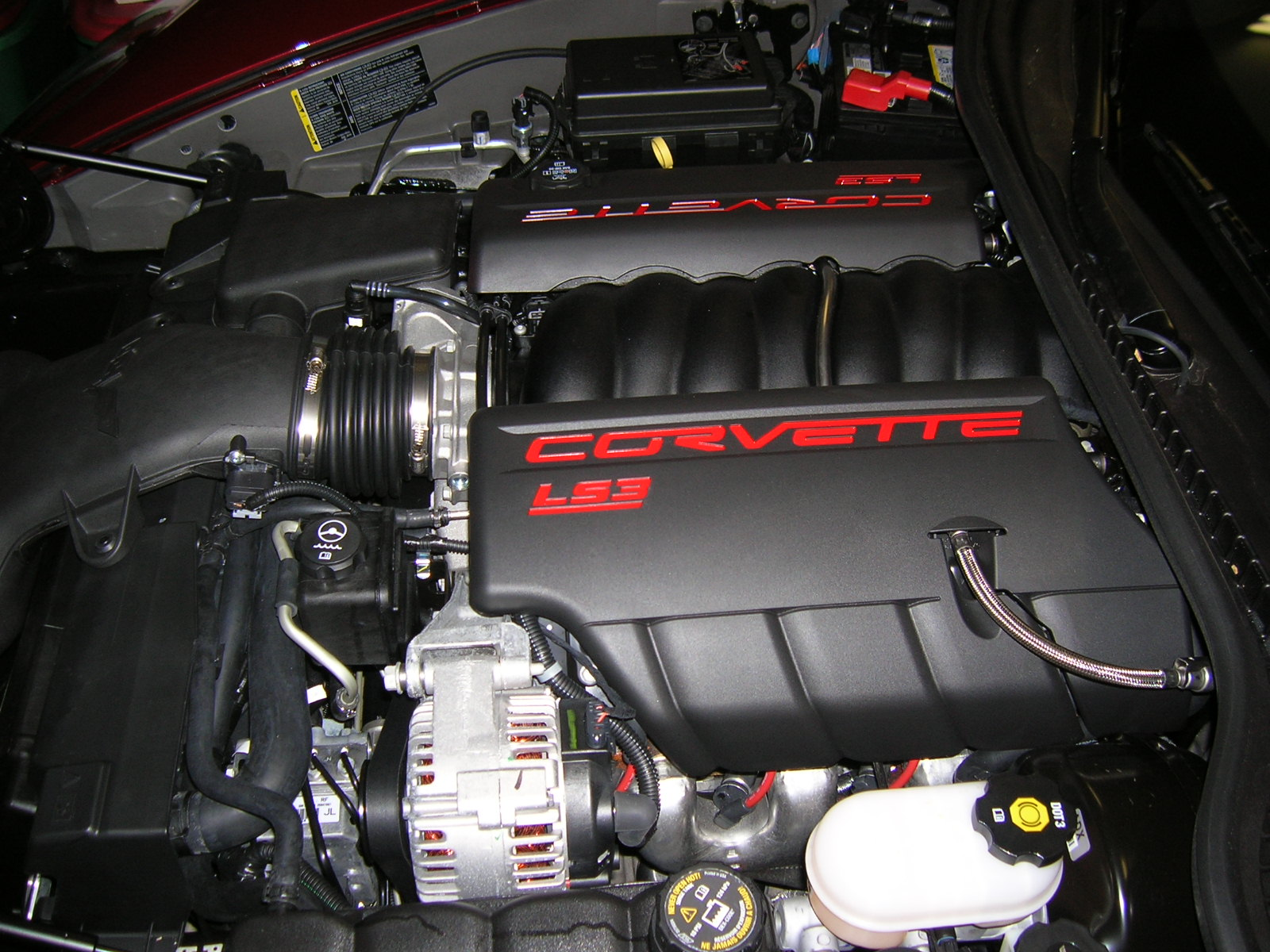
GM LS3 motor

LS3 är en motor från General Motors. LS3 tillhör femte generationens LS V8-motorer. Motorn sitter i Chevrolet Corvette, Camaro, Vauxhall VXR8, Cadillac CTS-v och tidigare också i Pontiac G8 (modellår 2009). Motorn utvecklar 424 hästkrafter och 567 nm.